# Sébastien Vigier
Sébastien Vigier (Palaiseau, Essonne, 18 d'abril de 1997) és un ciclista francès especialista en pista. El 2017 guanyà una medalla de bronze al Campionat del món de velocitat per equips.

## Palmarès
- 2014
  -  Campió de França en Velocitat per equips
- 2015
  -  Campió de França en Velocitat per equips
- 2017
  -  Campió d'Europa en Velocitat
  -  Campió d'Europa de Velocitat per equips (amb Benjamin Edelin i Quentin Lafargue)
  -  Campió d'Europa sub-23 en Velocitat
  -  Campió de França en Velocitat
  -  Campió de França en Keirin